# Earl Sweatshirt

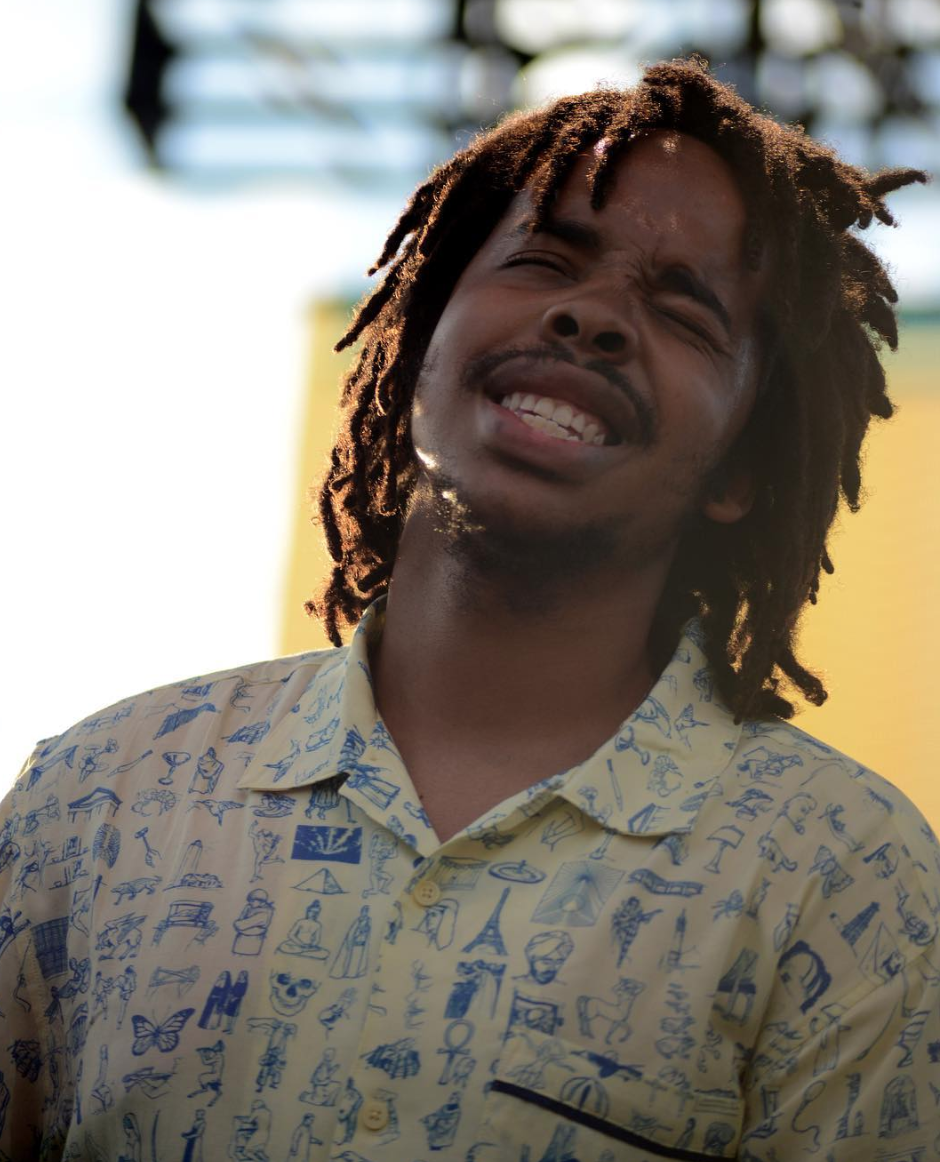
Earl Sweatshirt (2017)

Earl Sweatshirt (* 24. Februar 1994; wirklicher Name Thebe Neruda Kgositsile) ist ein US-amerikanischer Rapper, Produzent und Songwriter. Er war Mitglied des Hip-Hop-Kollektives Odd Future.

## Leben
Earl Sweatshirts Eltern sind Cheryl Harris, eine Professorin an der University of California in Los Angeles und Keorapetse Kgositsile, ein südafrikanischer Poet und politischer Aktivist. Sweatshirt wuchs in Los Angeles auf. Sein Vater verließ ihn mit sechs Jahren, diesen Umstand verarbeitet er im Song Chum.

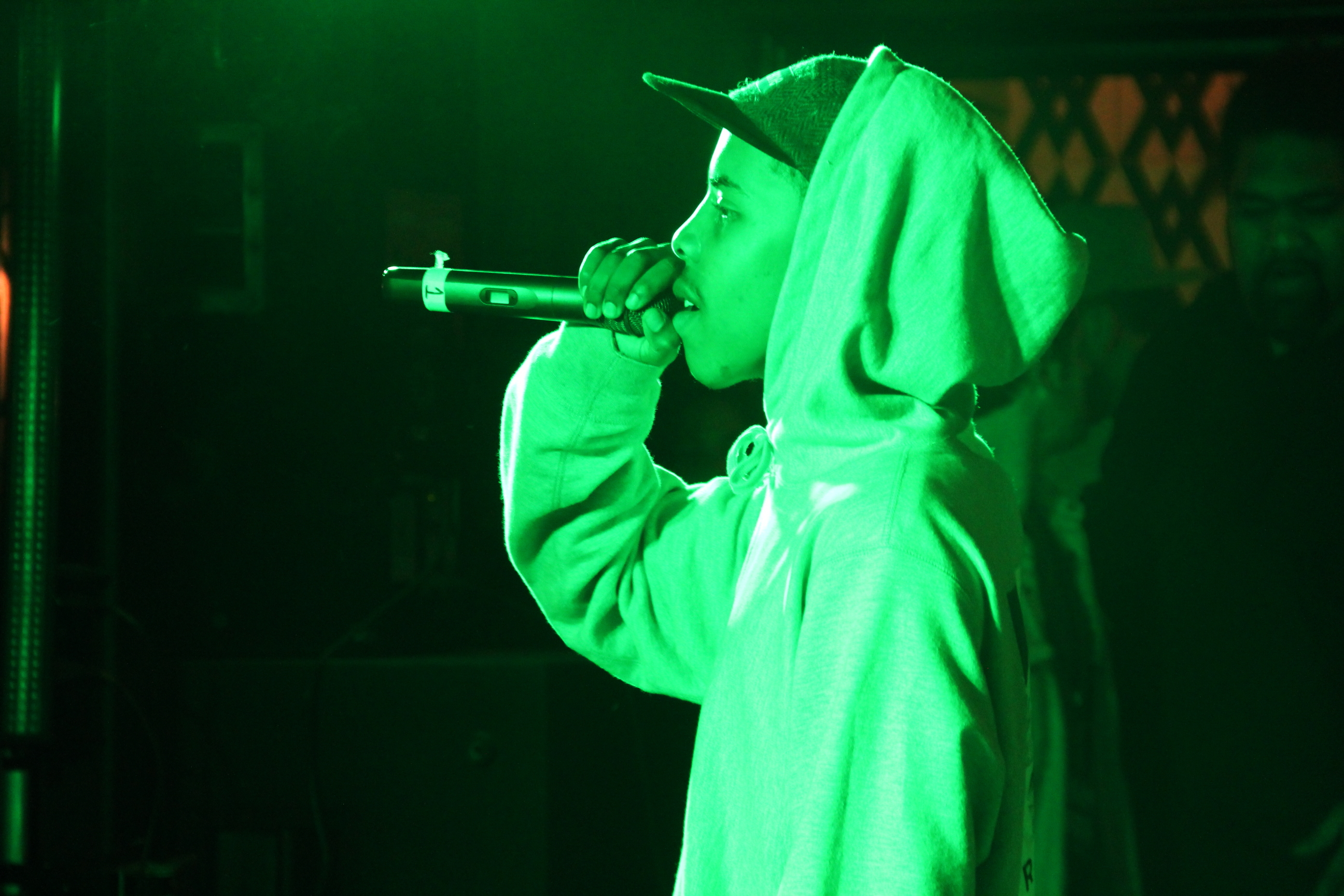
Earl Sweatshirt (2013)

Thebe war als Sly Tendencies Mitglied in der Gruppe The Backpackerz. Im Jahr 2009 entdeckte Tyler, the Creator Earl auf dessen Myspace-Seite, auf der Tracks seines Mixtapes Kitchen Cutlery veröffentlicht waren. Das Mixtape wurde weder fertiggestellt noch offiziell veröffentlicht. Earl Sweatshirt trat dem Hip-Hop-Kollektiv Odd Future bei.
Earl veröffentlichte sein erstes Mixtape Earl. Danach brachte ihn seine Mutter wegen seines häufigen Marihuanakonsums und schulischer Probleme zur Coral Reef Academy, einer therapeutischen Schule für junge Männer, außerhalb der samoanischen Hauptstadt Apia.
2012 versprach Earl Sweatshirt in einem auf YouTube hochgeladenen Video, einen vollständigen Track zu veröffentlichen, sollte er 50.000 Follower auf Twitter bekommen. Das Vorhaben gelang innerhalb von drei Stunden, woraufhin Home auf seiner Website veröffentlicht wurde. Am Ende des Titels verkündete er seine Rückkehr in die USA („...and I'm back. Bye.“). Im selben Jahr erschien die Single Chum. Earl Sweatshirt veröffentlichte seitdem fünf Studienalben, zuletzt Voir Dire (2023)
Earl Sweatshirt betreibt sein eigenes Label Tan Cressida, das früher über Columbia Records vertrieben wurde und inzwischen unter Warner Music steht.

## Diskografie

### Studioalben
| Jahr | Titel                                 | Höchstplatzierung, Gesamtwochen, AuszeichnungChartplatzierungen (Jahr, Titel, Platzierungen, Wochen, Auszeichnungen, Anmerkungen) | Höchstplatzierung, Gesamtwochen, AuszeichnungChartplatzierungen (Jahr, Titel, Platzierungen, Wochen, Auszeichnungen, Anmerkungen) | Anmerkungen                                             |
| Jahr | Titel                                 | UK | US | Anmerkungen                                             |
| ---- | ------------------------------------- | --- | --- | ------------------------------------------------------- |
| 2012 | The Odd Future Tape Vol. 2            | UK40 (1 Wo.)UK | US5 (6 Wo.)US | Erstveröffentlichung: 20. März 2012 mit Odd Future      |
| 2013 | Doris                                 | UK23 (2 Wo.)UK | US5 Gold · (5 Wo.)US | Erstveröffentlichung: 20. August 2013                   |
| 2015 | I Don't Like Shit, I Don't Go Outside | UK53 (1 Wo.)UK | US12 (4 Wo.)US | Erstveröffentlichung: 23. März 2015                     |
| 2018 | Some Rap Songs                        | UK75 (1 Wo.)UK | US17 (2 Wo.)US | Erstveröffentlichung: 30. November 2018                 |
| 2022 | Sick!                                 | — | US80 (1 Wo.)US | Erstveröffentlichung: 14. Januar 2022                   |
| 2023 | Voir Dire                             | — | — | Erstveröffentlichung: 25. August 2023 mit The Alchemist |

### Mixtapes
- 2008: Kitchen Cutlery
- 2010: Earl
- 2010: Radical (mit Odd Future)

### EPs
| Jahr | Titel        | Höchstplatzierung, Gesamtwochen, AuszeichnungChartsChartplatzierungen (Jahr, Titel, Platzierungen, Wochen, Auszeichnungen, Anmerkungen) | Anmerkungen                            |
| Jahr | Titel        | US | Anmerkungen                            |
| ---- | ------------ | --- | -------------------------------------- |
| 2019 | Feet of Clay | US102 (1 Wo.)US | Erstveröffentlichung: 1. November 2019 |

Weitere EPs
- 2015: Solace

### Singles
- 2012: Chum (US: Gold)
- 2013: Whoa (feat. Tyler, the Creator)
- 2013: Hive (feat. Casey Veggies & Vince Staples; US: Gold)
- 2014: 45
- 2015: Quest/Power
- 2015: Grief
- 2016: Wind In My Sails
- 2016: Balance (feat. Knxwledge)
- 2018: Nowhere2go
- 2018: The Mint (feat. Navy Blue)
- 2019: Farm (mit Stoney Willis)
- 2019: East
- 2020: Whole World (feat. Maxo)
- 2021: 2010
- 2021: Tabula Rasa (feat. Armand Hammer)
- 2023: Sentry (mit The Alchemist feat. MIKE)
- 2023: The Caliphate (mit The Alchemist feat. Vince Staples)

### Gastbeiträge
| Titel                                | Jahr | Album                     | Künstler                     |
| ------------------------------------ | ---- | ------------------------- | ---------------------------- |
| AssMilk                              | 2009 | Bastard                   | Tyler, the Creator           |
| CopKiller                            | 2010 | YelloWhite                | Mellowhype                   |
| Stick Up                             | 2010 | Ali                       | Mike G                       |
| Chordaroy                            | 2010 | BlackenedWhite            | Mellowhype                   |
| PNCINTLOFWGKTA                       | 2012 | Customized Greatly Vol. 3 | Casey Veggies                |
| Oldie                                | 2012 | The OF Tape Vol. 2        | Odd Future                   |
| Super Rich Kids (UK: Gold, US: Gold) | 2012 | Channel Orange            | Frank Ocean                  |
| Elimination Chamber                  | 2012 | No Idols                  | Domo Genesis & The Alchemist |
| Daily News                           | 2012 | No Idols                  | Domo Genesis & The Alchemist |
| Gamebreaker                          | 2012 | No Idols                  | Domo Genesis & The Alchemist |
| P2                                   | 2012 | Numbers                   | Mellowhype                   |
| Between Friends                      | 2012 | Duality                   | Captain Murphy               |
| Rusty                                | 2013 | Wolf                      | Tyler, The Creator           |
| J.M.                                 | 2013 | Jellyfish Mentality       | The Jet Age Of Tomorrow      |
| Yacht Lash                           | 2013 | High Tide                 | Harry Fraud & Riff Raff      |
| Robes                                | 2014 | Pinata                    | Madlib & Freddie Gibbs       |
| Ramona Park Legend (Part 2)          | 2015 | Summertime ’06            | Vince Staples                |
| Really Doe                           | 2016 | Atrocity Exhibition       | Danny Brown                  |
| E.Coli (US: Gold)                    | 2018 |                           | The Alchemist                |
| Polo Jeans                           | 2021 | Faces                     | Mac Miller                   |
| New Faces v2                         | 2021 | Faces                     | Mac Miller                   |

### Musikvideos
| Titel                                      | Jahr | Regisseur                   |
| ------------------------------------------ | ---- | --------------------------- |
| Earl                                       | 2010 | AG Rojas                    |
| Chum                                       | 2012 | Hiro Murai                  |
| Whoa                                       | 2013 | Wolf Haley                  |
| Hive (feat. Vince Staples & Casey Veggies) | 2013 | Hiro Murai                  |
| Grief                                      | 2015 | Hiro Murai                  |
| Off Top                                    | 2015 | Taylor Johnson              |
| East                                       | 2019 | „Realest photographer ever“ |
| 2010                                       | 2021 | Ryosuke Tanzawa             |
| Tabula Rasa (feat. Armand Hammer)          | 2021 | Joseph Mault                |
| Titanic                                    | 2022 | Rodney Passe                |
| Making The Band (Danity Kane)              | 2023 | Hidji world und yga         |
| Sentry (feat. MIKE)                        | 2023 | Ryosuke Tanzawa             |
| Vin Skully                                 | 2023 | Ryosuke Tanzawa             |
| 100 High Street                            | 2023 | Ryosuke Tanzawa             |